# Krokskinn
Krokskinn (Uncobasidium luteolum) är en svampart som beskrevs av Hjortstam & Ryvarden 1978. Enligt Catalogue of Life ingår Krokskinn i släktet Uncobasidium,  och familjen Meruliaceae, men enligt Dyntaxa är tillhörigheten istället släktet Uncobasidium,  och klassen Agaricomycetes. Arten är reproducerande i Sverige. Inga underarter finns listade i Catalogue of Life.